# Massacre des oulémas par Amangkurat Ier
Le massacre des oulémas par Amangkurat Ier est une tuerie de masse commise sur le territoire du sultanat de Mataram en un après-midi de l'année 1648. Environ 5 000-6 000 oulémas, des théologiens en islam sunnite, et leurs familles sont exécutés en moins de trente minutes. Ce massacre est ordonné par le sultan Amangkurat Ier comme revanche après une tentative de renversement par son frère cadet, le prince Alit. Voyant ses différents soutiens éliminés par le sultan, Alit semble s'être adjoint l'assistance des élites religieuses. Il attaque le palais avec ses partisans mais est finalement repoussé avant d'être tué dans la confusion. Bien que ce coup d'État ait échoué et que le prince Alit soit mort, Amangkurat cherche à éliminer tous les groupes qui auraient conspiré avec son jeune frère.
Lors de la planification du massacre, le sultan souhaite s'assurer que son commanditaire réel ne soit pas découvert. Il charge quatre de ses bras droits d'exécuter le plan : le prince Aria, tumenggung Nataairnawa, tumenggung Suranata et ngabehi Wirapatra. D'après l'historien néerlandais H. J. de Graaf (en), il souhaitait l'élimination complète des oulémas. Le lancement du massacre lui-même est signalé par un coup de canon tiré du palais. Les sources locales ne documentent pas les détails de ce massacre et la seule source fiable disponible est une note écrite par un officier de la Compagnie néerlandaise des Indes orientales (ou VOC) Rijcklof van Goens, arrivé au Mataram à la fin de l'année 1649,. Ce dernier constate par ailleurs encore la présence de corps non enterrés à son arrivée,.
Amangkurat tente de cacher son implication dans ce massacre. Le jour suivant les tueries, il prétend être surpris et furieux,. Il accuse les oulémas d'être responsables de la mort du prince Alit et force huit chefs à confesser leur « crime » de conspiration en vue de renverser le sultan. Ces huit hommes sont exécutés avec leurs familles,.